# Отузикинский магал
Отузикинский магал (азерб. Otuziki mahalı) — один из магалов Карабахского ханства. На сегодняшний день территория Отузикинского магала, будучи исторически небольшой по площади, соответствует территории Агдамского района современного Азербайджана.

## Краткая информация
- Год создания — 1747 год
- Центр — село Хыдырлы
- Крупные населенные пункты — Вейселли, Гийаслы, Халфараддинли, Байахмедли.
- Соседние магалы — на западе — Ийирмидеордское, на севере — Ийирмидеордское, на востоке Джеванширское, на юге Кебирлинское.

## История
Отузики. Магал Карабагской степи и прилегающих к ней культурных земель к югу от г. Берда с XVI века был улька искусственно созданного объединения мелких племен, известного под именем «отузики» /аз. «отузики» — «тридцать два»/. Наследственным главою всех 32 племен считался глава одного изних — племени джеваншир.
Карабахское ханство состояло из 25 магалов — 1) Джеваншир-Дизак, 2) Хырдапара-Дизак, 3) Дизак, 4) Дизак-Джабраиллы, 5) Чулундур, 6) Пусиян, 7) Мехри, 8) Бергюшад, 9) Гарачорлу, 10) Багабюрд, 11) Кюпара, 12) Аджанан-Тюрк, 13) Сисиан, 14) Татев, 15) Варанда, 16) Хачын, 17) Челебиюрд, 18) Талыш, 19) Коланы, 20) Демирчигасанлы, 21) Ийирмидеорд, 22) Отузики, 23) Кебирли (I), 24) II Кебирли (II) и 25) Джеваншир.
Магалами управляли наибы, а селениями в составе магалов — кедхуды.
В 22 селах и оймагах магала Отузики проживали 628 семей (384 — плательщики подати, 244 -
неплательщики). Наиболее крупными населенными пунктами были оймаги Сафикюрд (70 семей),
Хыдырлы (59 семей), Бойахмедли (73 семьи), Парадинни (90 семей), а также село Агджабеди (81 семья).
Магал находился под управлением минбаши — галабейи (начальник крепости) Мамед Келби бека. По магалу в казну поступало податей на сумму 539 червонцев, 3571 рублей 85 копеек ханскими деньгами.
Магал был ликвидирован в 1840 году и преобразован в российскую провинцию. На основе царской реформы «Учреждение для управления Закавказским краем» от 10 апреля 1840 года. в составе Каспийской области был образован Шушинский уезд. Отузикинский магал вошёл в состав Кебирлинского участка Шушинского уезда.

## Наибы
| Титул | Имя                         | Начало замещения должности | Конец замещения должности |
| ----- | --------------------------- | -------------------------- | ------------------------- |
| Наиб  | Мухаммед Али-хан Байахмедли | 1747                       | 1749                      |
| Наиб  | Али-бек                     | 1749                       | 1775                      |
| Наиб  | Гаджи Лазим-бек Отузики     | 1775                       | 1798                      |
| Наиб  | Мухаммед Али-бек Отузики    | 1798                       | 1820                      |
| Наиб  | Мухаммед-бек Отузики        | 1820                       | 1822                      |

## Экономика
Жители магала занимались животноводством, выращивали пшеницу, ячмень и другие злаковые
культуры. Азербайджанцы составляли большинство населения. Только в 2-х [190-191] небольших селах (Ташбашалы и Ташбашы) проживали 10 немусульманских семей (1,59 %).